# Coulonges-les-Sablons
Coulonges-les-Sablons ist eine Ortschaft und eine Commune déléguée in der französischen Gemeinde Sablons sur Huisne mit 389 Einwohnern (Stand: 1. Januar 2022) im Département Orne in der Region Normandie.
Mit Wirkung vom 1. Januar 2016 wurden die bisherigen Gemeinden Condé-sur-Huisne, Condeau und Coulonges-les-Sablons zu einer Commune nouvelle mit dem Namen Sablons sur Huisne zusammengeschlossen und haben in der neuen Gemeinde den Status einer Commune déléguée. Der Verwaltungssitz befindet sich im Ort Condé-sur-Huisne. Die Gemeinde Coulonges-les-Sablons gehörte zum Arrondissement Mortagne-au-Perche und zum Kanton Bretoncelles.

## Bevölkerungsentwicklung
| Jahr      | 1962 | 1968 | 1975 | 1982 | 1990 | 1999 | 2008 | 2015 |
| --------- | ---- | ---- | ---- | ---- | ---- | ---- | ---- | ---- |
| Einwohner | 492  | 468  | 416  | 436  | 430  | 374  | 404  | 424  |

## Sehenswürdigkeiten
- Kirche Saint-Germain-d’Auxerre, erbaut im 15./16. Jahrhundert